# Goëllo
Goëllo (auch Goëlo) ist der Name einer bretonischen Herrschaft, Grafschaft oder auch Landschaft. Sie liegt im Norden der Region zwischen dem Fluss Trieux und Saint-Brieuc. Der Name soll von „Gouetlod“ oder „Gouello“ kommen, was bretonisch etwa „Land des Blutes“ bedeutet.
Bereits im 9. und 10. Jahrhundert sind einzelne Grafen von Goëllo bekannt. Eine durchgehende Reihe ergibt sich aber erst mit der Ernennung von Henri, dem dritten Sohn des Grafen Étienne I. von Tréguier und Lamballe, der wiederum ein Sohn von Odo I., Graf von Penthièvre, und damit ein Enkel von Geoffroy I., Herzog von Bretagne, war; Henris älterer Bruder war Alain de Bretagne, 1. Earl of Richmond, sein Neffe somit der Herzog Conan IV..
Henris Sohn Alain I. d’Avaugour († 1212) erbte 1206 die Grafschaft Penthièvre. Dessen Sohn Henri II. wurde mit Alix von Thouars (1201–1221) verlobt, Tochter und Erbin des bretonischen Herzogs Guido von Thouars, die 1213 auf Beschluss des Königs Philipp Augustus mit Peter Mauclerc verheiratet wurde, der dadurch anstatt der Familie Avaugour in den Besitz der Bretagne kam, und zudem Henri im Jahr darauf (1214) die Grafschaft Penthièvre wegnahm. Die Heirat von Alains Urenkelin Jeanne d’Avaugour mit Guy de Penthièvre stellte ein Jahrhundert später den Zusammenhang zwischen den Herrschaften wieder her. Jeannes Enkel Jean I., Comte de Penthièvre et de Goëllo ist der letzte bekannte Graf von Goëllo in dieser Linie, da von seinen Söhnen und Enkel nicht bekannt ist, ob sie sich (neben Penthièvre und Limoges) auch des Titels Goëllo bedienten.
Tatsache ist jedoch, dass Herzog François II. im Jahr 1485 (unter anderem) die Grafschaft Goëllo seinem unehelichen Sohn François I. d’Avaugour gab. Dessen Nachkommen führten den Titel eines Grafen von Vertus und Goëllo bis zu ihrem Aussterben 1746.

## Erstes Haus Avaugour
- Henri I. d’Avaugour, Comte de Tréguier et de Goëllo 1137–1190; ⚭ Mathilde de Vendôme
- Alain I. d’Avaugour, († 1212), dessen Sohn Comte de Tréguier, 1206 Graf von Penthièvre, Guingamp und Avaugour; ⚭ I Petronilla von Beaumont, Tochter von Richard I., Vicomte de Beaumont-au-Maine; ⚭ II Adelheid
- Henri II. d’Avaugour (1205–1281), dessen Sohn, Graf von Penthièvre, Seigneur d’Avaugour; ⚭ Marguerite de Mayenne, Tochter von Juhel III., Seigneur de Mayenne
- Alain II. d’Avaugour (1224–um 1267), dessen Sohn, Erbe von Avaugour und Goëllo, Seigneur de Dinan; ⚭ I Clémence de Beaufort, Dame de Dinan; ⚭ II Marie de Beaumont, Tochter von Guillaume, Graf von Caserta
- Henri III. d’Avaugour (1247–1301), dessen Sohn Seigneur d’Avaugour et de Goëllo; ⚭ 1270 Marie de Brienne, † 1329
- Henri IV. d’Avaugour (um 1280–1334), Seigneur d’Avaugour et de Goëllo; ⚭ 1305 Jeanne d’Harcourt, † 1346
- Jeanne d’Avaugour (um 1300–1327), dessen Tochter, Erbin von Avaugour und Goëllo; ⚭ Guy de Penthièvre (1287–1331), Comte de Penthièvre, Vicomte de Limoges
- Jeanne la Boiteuse (1319–1384), deren Tochter, Gräfin von Penthièvre und Goëllo, zu Avaugour, Mayenne etc.; ⚭
- Charles (1319–1364), 1341 Herzog von Bretagne, Graf von Penthièvre und Goëllo, Vicomt de Limoges (Haus Blois)
- Jean I. († 1403), deren Sohn, Comte de Penthièvre et de Goëllo, Vicomte de Limoges
  - Olivier († 1433), dessen Sohn, Comte de Penthièvre, Vicomte de Limoges
  - Jean II. († 1454), dessen Bruder, Comte de Penthièvre et de Périgord, Vicomte de Limoges
  - Nicole († nach 1479), dessen Nichte, Comtesse de Penthièvre

## Zweites Haus Avaugour
- François I. d’Avaugour (1462–1510), 1480 Baron d’Avaugour, 1. Baron de Bretagne, 1485 bretonischer Comte de Vertus et de Goëllo, Seigneur de Clisson etc., Sohn von Herzog Franz II. von Bretagne und Antoinette de Maignelais; ⚭ 1492 Madeleine de Brosse, genannt de Bretagne, Tochter von Jean III., Graf von Penthièvre – die Nachkommen von François I. und Madeleine de Brosse führen den Familiennamen „d’Avaugour, dit de Bretagne“
- François II. d’Avaugour (1493–1517), deren Sohn, 2. Comte de Vertus et de Goëllo, 2. Baron d’Avaugour; ⚭ Madeleine d’Astarac, Tochter des Grafen Jean IV.
- François III. d’Avaugour († 1549), deren Sohn, 3. Comte de Vertus et de Goëllo, Comte de Chelannes, 3. Baron d’Avaugour; ⚭ Charlotte de Pisseleu, keine Nachkommen
- Odet d’Avaugour († 1598), dessen Bruder, 1544–1548 Bischof von Saintes, 1548 4. Comte de Vertus et de Goëllo, 4. Baron d’Avaugour; ⚭ Renée de Coesmes, Tochter von Charles III., Vicomte de Saint-Nazaire – die Nachkommen von Odet und Renée führen den Familiennamen „de Bretagne“
- Charles d’Avaugour († 1608), deren Sohn, 5. Comte de Vertus et de Goëllo, 5. Baron d’Avaugour;  ⚭ Philippe, Vicomtesse de Guiguen
- Claude I. d’Avaugour (1581–1637), deren Sohn, 6. Comte de Vertus et de Goëllo, 6. Baron d’Avaugour; ⚭ Catherine Fouquet, Tochter von Guillaume Fouquet, Marquis de la Varenne
- Louis d’Avaugour († 1669), dessen Sohn, 7. Comte de Vertus et de Goëllo, 7. Baron d’Avaugour; ⚭ I Françoise de Daillon, Tochter von Timoléon, Comt du Lude (Haus Daillon); ⚭ II Françoise Louise de Balzac, Tochter von Henri, Comte de Clermont-d’Entragues (Haus Balzac) – ohne Nachkommen
- Claude II. d’Avaugour (1629–1699), dessen Bruder, 1. Marquis d’Avaugour, 1669 8. Comte de Vertus et de Goëllo; ⚭ Anne Judith Le Lièvre, Tochter von Thomas, Marquis de La Grange
- Armand-François d’Avaugour (1682–1734), dessen Sohn, 1699 9. Comte de Vertus et de Goëllo, 9. Baron d’Avaugour, 1719 Marschall von Frankreich;
- Henri-François d’Avaugour (1685–1746), dessen Bruder, 1734 10. und letzter Comte de Vertus et de Goëllo, 10. Baron d’Avaugour; ⚭ I Madeleine d’Aligre, Tochter von Étienne; ⚭ II Marie-Madeleine Charette de Montebert, Tochter von Gilles – keine Nachkommen